# Marcin Rola (dziennikarz)
Marcin Jarosław Rola (ur. 17 lutego 1989 w Warszawie) – polski bloger, youtuber i komentator polityczny.

## Życiorys

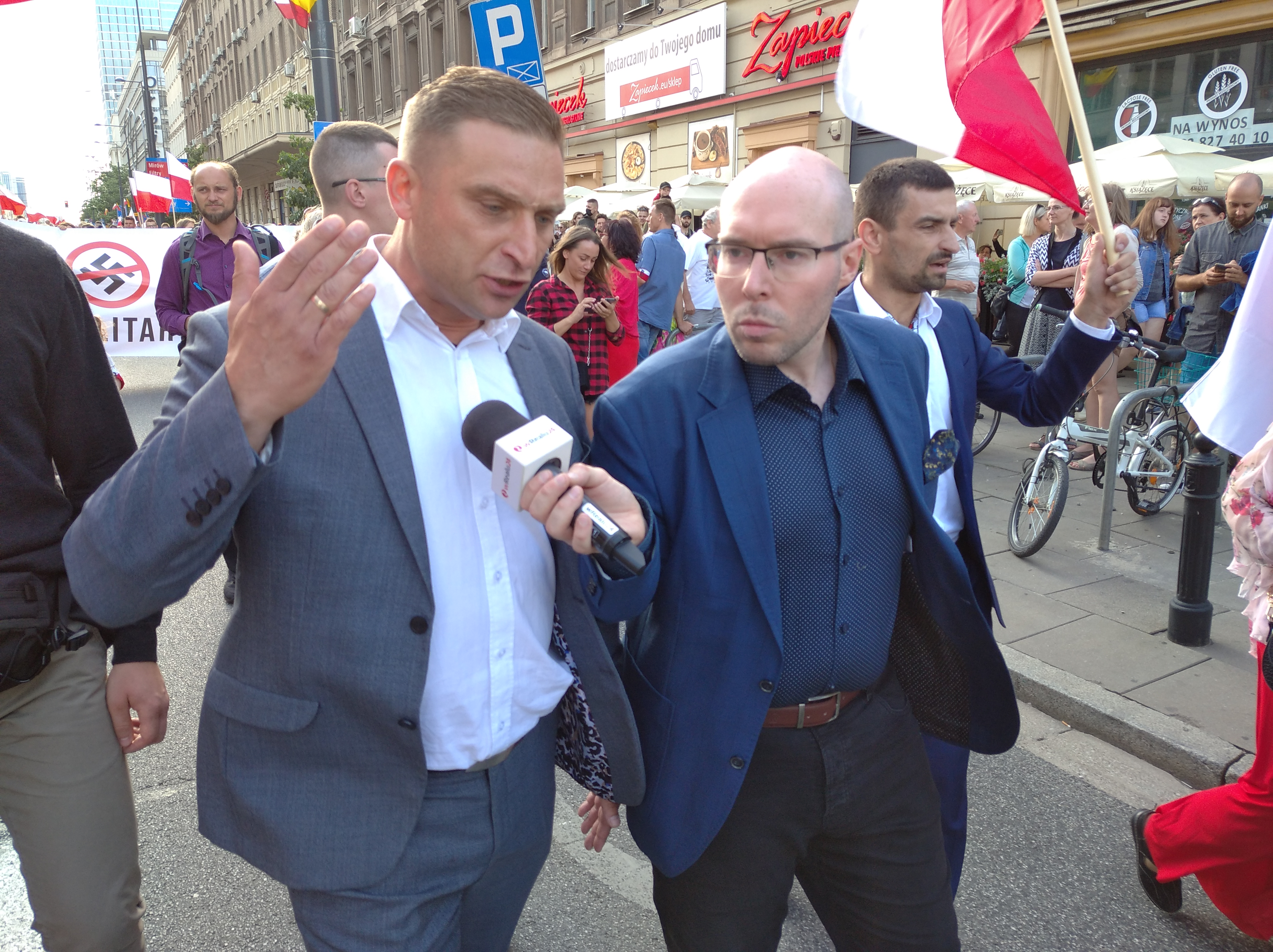
Robert Bąkiewicz i Marcin Rola na marszu w rocznicę powstania warszawskiego (2021)

Ukończył liceum ogólnokształcące w Warszawie. Zaczynał jako dziennikarz w tygodniku Do Rzeczy, Superstacji i Polsacie.
We wrześniu 2015 został rzecznikiem prasowym ruchu politycznego Kukiz’15. W tym samym roku z ramienia tej formacji kandydował bez powodzenia do Sejmu w wyborach parlamentarnych z 15. miejsca warszawskiej listy. Uzyskał wynik 225 głosów.
Wspólnie z Andrzejem Żuromskim prowadził kanał na YouTube o nazwie „Ring TV”. Od 2016 prowadził kolejny kanał na YouTube „wRealu24”. Kanał został w 2022 roku permanentnie zbanowany przez YouTube, za złamanie przez prowadzących kanału regulaminu serwisu. Marcin Rola był także częstym gościem programów emitowanych na antenie TVP Info, Polskiego Radia oraz Telewizji Republika.
Rola jest pomysłodawcą platformy „BanBye.com”, która ma być konkurencją dla platformy YouTube, jako reakcja na banowanie kanału „wRealu24” przez YouTube, za notoryczne łamanie, przez prowadzących, regulaminu serwisu. Projekt znalazł się na liście rezerwowej Funduszu Patriotycznego, ale ostatecznie nie otrzymał wsparcia. Platforma została uruchomiona w grudniu 2021.
Jest powiązany ze środowiskiem Młodzieży Wszechpolskiej i ONR, politykami Prawa i Sprawiedliwości, koalicji Konfederacja Wolność i Niepodległość oraz organizacją Ordo Iuris za pośrednictwem jej członka Tomasza Chudzińskiego, wspólnika spółki „Niezależne Polskie Media”.
W 2021 roku wydał książkę "Kulisy Manipulacji". Pisze dla tygodnika "Warszawska Gazeta". W 2023 roku zaczął współpracę z czasopismem „Najwyższy Czas!”. W 2023 roku wydał drugą książkę pt. "Kulisy Indoktrynacji". 15 czerwca 2023 zrezygnował z funkcji redaktora naczelnego „wRealu24”, a na tym stanowisku zastąpił go Piotr Szlachtowicz.

## Kontrowersje

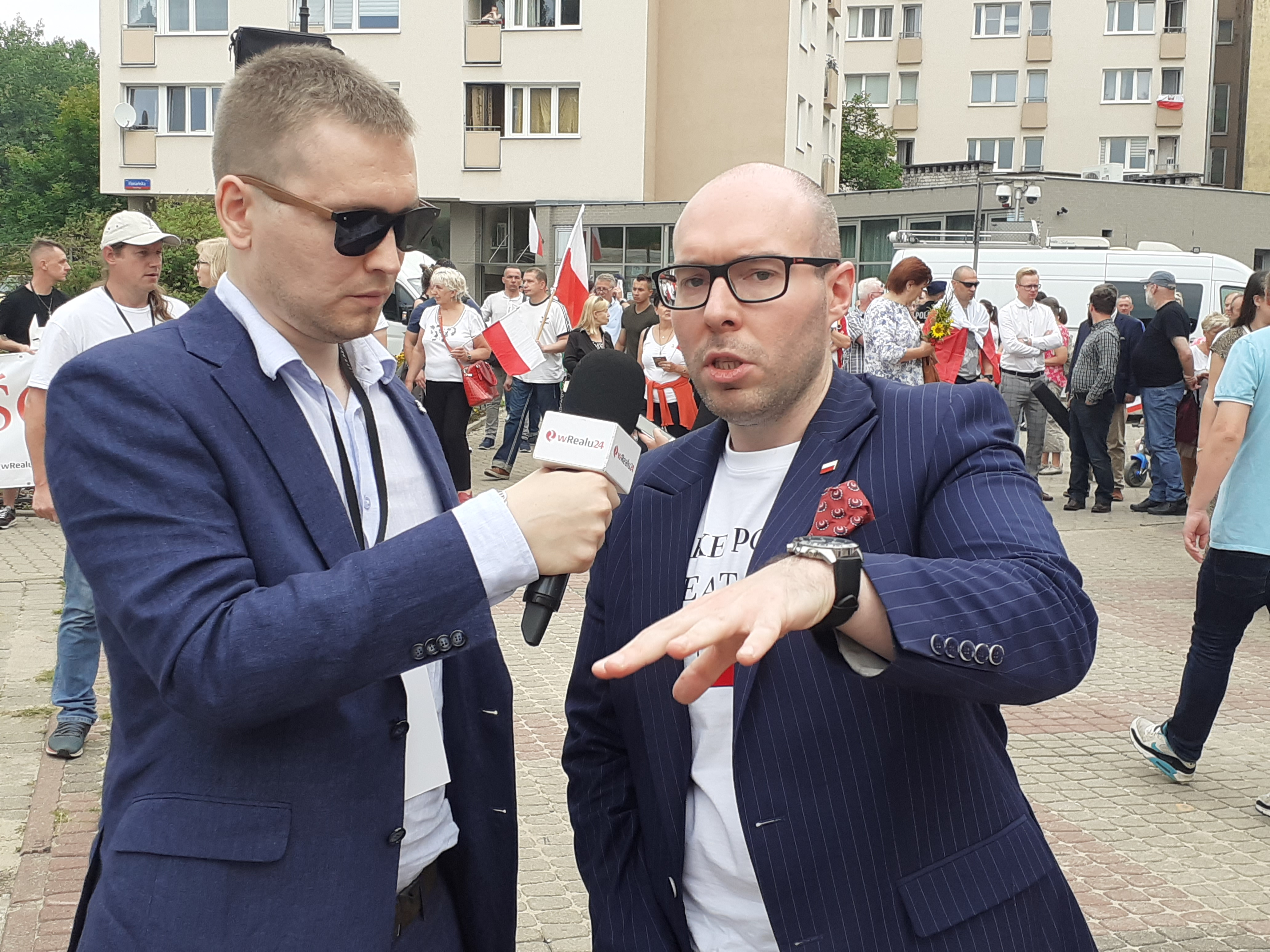
Marcin Rola przed rozpoczęciem Marszu Polskości w Warszawie (2022)

Liczne kontrowersje wzbudziły wypowiedzi Marcina Roli dotyczące islamu, muzułmanów i feministek. Prowadzony przez niego kanał na YouTube był oskarżany o promowanie ksenofobii, agresji wobec osób LGBT, rozpowszechnianie nieprawdziwych informacji dotyczących pandemii Covid-19 oraz szerzenie mowy nienawiści. Wrealu24 było kilkukrotnie blokowane przez serwis YouTube z powodu wzbudzających kontrowersje treści.
Ostatecznie zablokowanie kanału nastąpiło w sierpniu 2022 roku po masowych zgłoszeniach łamania regulaminu YouTube. Do wysyłania masowych zgłoszeń kanału przekonywała Akcja Demokracja. W odpowiedzi Marcin Rola wystosował prywatny akt oskarżenia wobec pracownika Akcji Demokracji, zarzucając mu zniesławienie, tj. przestępstwo z art. 212 kk. Sąd umorzył sprawę, wskazując w uzasadnieniu: „[...] czynności podjęte przez Fundację Akcja Demokracja w związku z działalnością telewizji wRealu24 stanowiły tylko i wyłącznie reakcję na treści rzeczywiście publikowane przez ww. telewizję”.
W kwietniu 2025 „Gazeta Wyborcza” podała, że Marcin Rola znajduje się na liście osób mogących brać udział w szerzeniu rosyjskiej dezinformacji w Polsce, przekazanej ABW przez Komisję ds. badania wpływów rosyjskich i białoruskich w latach 2004–2024 w rządzie Donalda Tuska.

## Konflikty z prawem
W marcu 2019 Sąd Rejonowy w Toruniu skazał go na 3 miesiące ograniczenia wolności w postaci prac społecznych oraz grzywnę za znieważenie kobiet biorących udział w demonstracji przeciwko zaostrzeniu prawa aborcyjnego. Wyrok nie był prawomocny. W lutym 2019 roku youtuber został prewencyjnie zatrzymany i przesłuchany na lotnisku w Londynie. W 2021 roku Sąd Najwyższy uniewinnił Marcina Rolę.
We wpisie Ośrodka Monitorowania Zachowań Rasistowskich i Ksenofobicznych Marcin Rola został określony jako „patostreamer”. Przytoczono przy tym definicję patostreamera, jako to osoby, która udostępnia w Internecie relacje wideo z patologiczną treścią. Obydwie strony postępowania, zarówno Marcin Rola, jak i Ośrodek Monitorowania Zachowań Rasistowskich i Ksenofobicznych, domagały się wzajemnie sądownie przeprosin, jednak Sąd Apelacyjny w Warszawie w wyroku oddalił wzajemnie te żądania. W lutym 2023 roku Sąd Najwyższy odrzucił ostatecznie skargę kasacyjną Ośrodka Monitorowania Zachowań Ksenofobicznych i Rasistowskich uznając ją za bezzasadną.
W maju 2022 roku, po agresji Rosji na Ukrainę, jego strona internetowa „wRealu24.pl” została zablokowana przez Agencję Bezpieczeństwa Wewnętrznego za rozpowszechnianie dezinformacji i rosyjskiej propagandy. W maju 2023 roku Wojewódzki Sąd Administracyjny w Warszawie uwzględnił skargę wydawcy strony internetowej na decyzję ABW o zablokowaniu dostępu do witryny stwierdzając w orzeczeniu, że nie wykazano przesłanek przewidzianych w art. 180 ust. 1 ustawy z dnia 16 lipca 2004 r. Prawo telekomunikacyjne co narusza zdaniem sądu przepisy art. 54 i 64 Konstytucji RP.